# Alexandromys
Alexandromys és un gènere de rosegadors de la família dels cricètids, anteriorment classificat com a subgènere de Microtus. Les espècies d'aquest grup viuen a Euràsia, des de l'Europa de l'Oest fins a l'Extrem Orient Rus. Hi ha autors que li atorguen la condició de gènere a part. S'han identificat quatre subclades en el si d'aquest gènere. Les dades de filogenètica molecular indiquen que la radiació basal d'Alexandromys es produí fa entre 800.000 i 1.200.000 anys.